# St. Nikolaus (Krassolzheim)

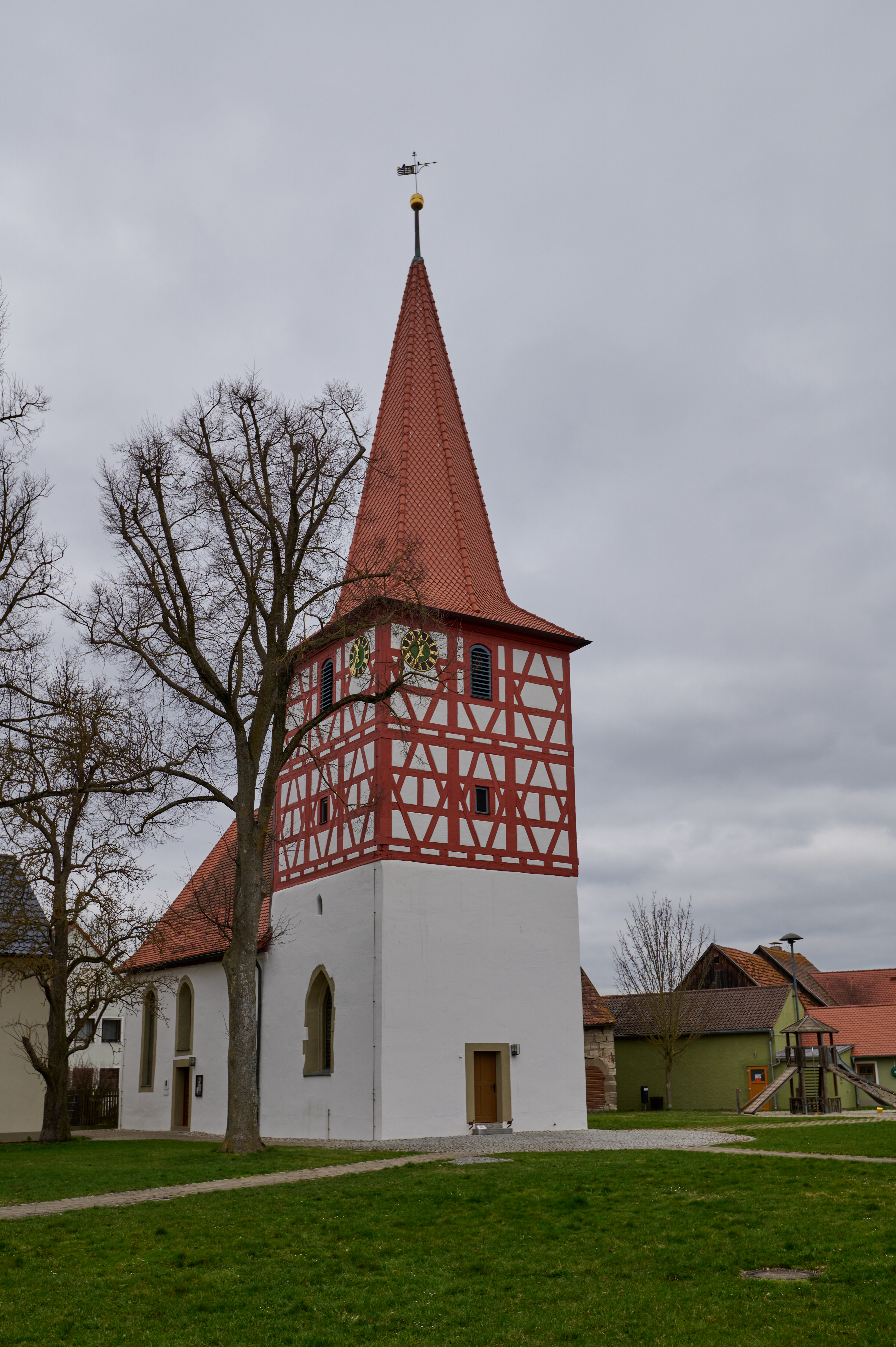
St. Nikolaus in Krassolzheim

Die evangelische, denkmalgeschützte Filialkirche St. Nikolaus steht in Krassolzheim, einem Gemeindeteil des Marktes Sugenheim im Landkreis Neustadt an der Aisch-Bad Windsheim (Mittelfranken, Bayern). Das Bauwerk ist unter der Denkmalnummer D-5-75-165-69 als Baudenkmal in der Bayerischen Denkmalliste eingetragen. Die Kirchengemeinde gehört zur Pfarrei Ehegrund im Evangelisch-Lutherischen Dekanat Markt Einersheim im Kirchenkreis Ansbach-Würzburg der Evangelisch-Lutherischen Kirche in Bayern.

## Beschreibung
Der Innenraum des Chors, das heißt das Erdgeschoss des Chorturms aus dem 15. Jahrhundert, wurde mit dem barock umgestalteten Langhaus mit einem flachen Tonnengewölbe überspannt. Der Chorturm wurde 1696 mit zwei Geschossen aus Holzfachwerk aufgestockt, das obere beherbergt die Turmuhr und den Glockenstuhl. Bedeckt wurde er mit einem achtseitigen Knickhelm. 

## Innenraum
Der Innenraum des Langhauses hat Emporen an den Längsseiten. Zur Kirchenausstattung gehören der um 1700 gebaute Altar, die im 17. Jahrhundert aufgestellte Kanzel und das Sakramentshaus aus dem 15. Jahrhundert.

## Glocken
Die Kirche hat drei Glocken mit den Inschriften:

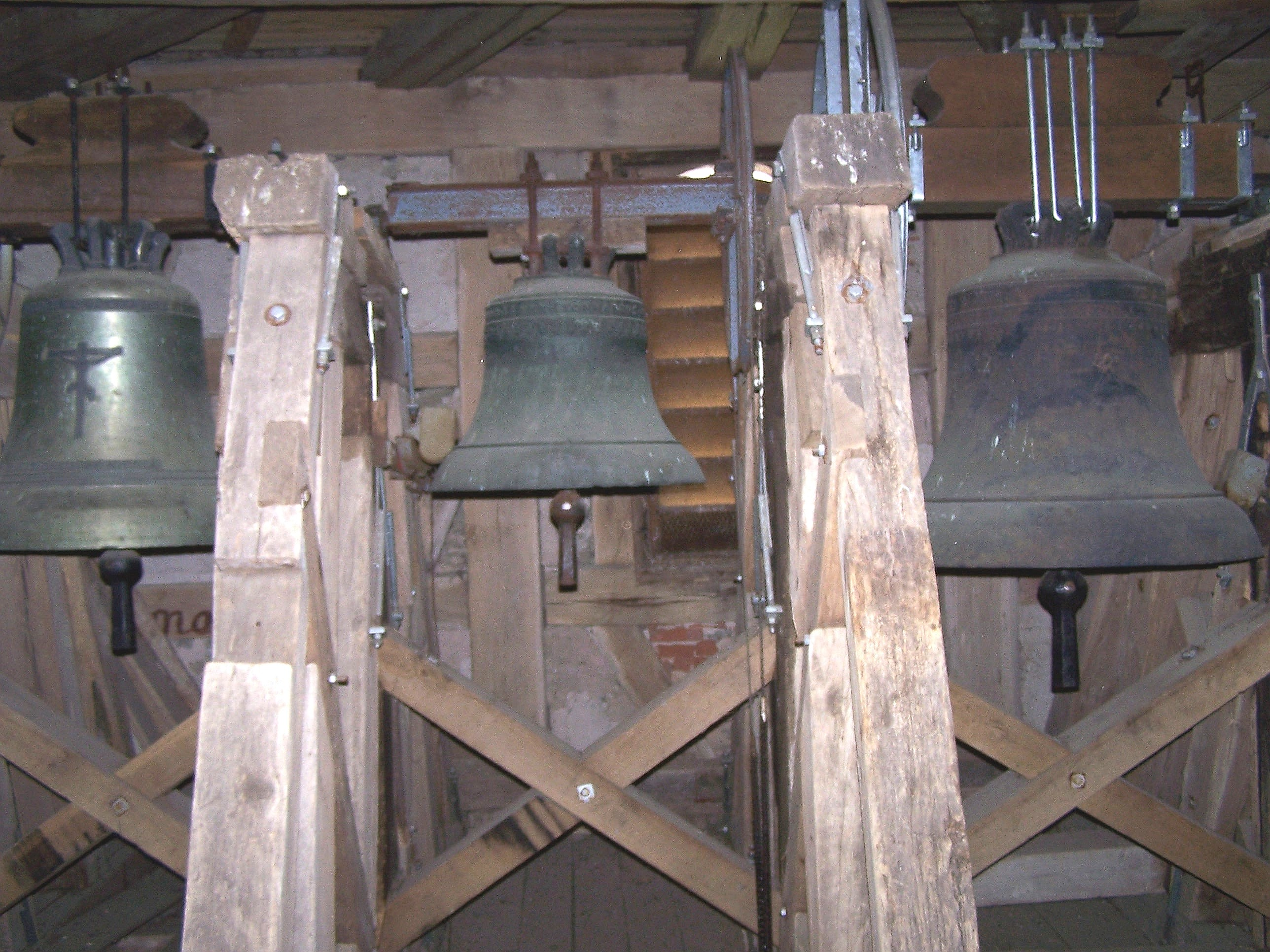

### Die große Glocke
„Salve, Maria, gracia plena, Dominus teeum, benedicta tu in mulieribus“ 
zu deutsch: Gegrüßet seist du, Maria, Holdselige, der Herr ist mit dir, du Gebenedeite unter den Weibern!

### Die zweite Glocke
„Leonhardus Wunderlein  Iohan Mezner NK W Anno 16XXX“

### Die dritte Glocke
„Erklinge zu Gottes Ehre – Krassolzheim St. Nicolai 1988“